# T臂

转运RNA

T臂是tRNA分子上的一个特殊区域，在蛋白质生物合成或翻译过程中充当核糖体的特殊识别位点以形成tRNA-核糖体复合物。
T臂有两个组成部分：T茎和T环。存在两个T茎，每个茎有五个碱基对。T茎1为49-53，T茎2为61-65。由于存在胸苷、假尿嘧啶核苷和胞苷残基，T环通常也称为 TΨC 臂。具有缺乏T环的tRNA的生物体表现出比具有天然tRNA的生物体低得多的氨酰化和EF-Tu结合水平。

## 参阅
- 转运核糖核酸
- D臂